# Batalla de Guoloph
La batalla de Guoloph se libró en el año 439 (437 según otras fuentes) en Nether Wallop, a quince kilómetros al sudeste de Amesbury, cerca de Salisbury, en el distrito de Test Valley, al noroeste del condado de Hampshire en la región de South East, Inglaterra. En ella, las fuerzas combinadas de los primitivos reinos bretones de la Britania posromana vencieron a las fuerzas de los invasores jutos y sus aliados locales.

## Antecedentes
En su Historia Brittonum, Nennio afirma que: "Desde el reinado de Vortigern a la lucha entre Vitalinus y Ambrosius en Guoloppum, la batalla de Guoloph, son doce años".
Ambrosius Aurelianus (Emrys Wledig, "el emperador") es considerado por parte de la tradición como hijo del emperador Constantino. Geoffrey de Monmouth afirma que siendo niño su familia fue asesinada y el con su hermano Uther pudo ponerse a salvo tras el canal en la corte de su primo, Budic I de Bretaña. El golpe había sido preparado por Vortigern, gobernador de la ciudad de Dubris, uno de los más importantes puertos del reino, en alianza con dos poderosos reyes jutos, Hengist y Horsa.
Años después Ambrosius regresó a Gran Bretaña desembarcando en Totnes (Devon), con motivo de las celebraciones anuales de Beltaine, una reunión entre los monarcas de los reinos del sur donde se forjaban alianzas y discutían intereses comunes. Allí consiguió convencer a los líderes celtas de la amenaza de los jutos y su aliado Vortigern y levantar así una coalición para enfrentarlos. La batalla se produjo en Guoloph, en donde tras una dura lucha venció a Vitalinus (probablemente Vortigern o uno de sus comandantes).
En la parroquia de Nether Wallop, al nordeste de la aldea del mismo nombre, se encuentra la fortaleza de la colina de Danebury, datada en la Edad de Hierro, donde se han efectuado numerosas excavaciones entre 1968 y 1988. No hay evidencia de ocupación durante la época romana, pero sí de trabajos de fortificación posteriores. El perímetro de defensa exterior se redujo pero se mejoraron los trabajos en la zanja que lo rodeaba y la cerámica encontrada en el sitio, vasijas de los siglos V y VI, permiten datar la refortificación del sitio como contemporánea al período de la batalla entre Vitalinus (o Vortigern) y Ambrosius.
Consiguientemente, algunos consideran que Ambrosius mismo refortificó Danebury previamente a la batalla de Wallop en el año 437, pero no hay evidencia arqueológica para apoyar esta teoría, y parece probable que la batalla tuviera lugar en realidad más al sur, donde el enemigo podría haber tomado una posición estratégica en lo que la tradición celta rememora como Cad Hill, ahora Hill Chattis, en las fronteras de Nether Wallop y Broughton.
La lucha de Ambrosius y Vortigern continuó durante la mayor parte de su vida. La política pro sajona de Vortigern eventualmente lo condujo a su caída y probablemente a finales de la década de 450 los británicos finalmente se unieron tras la bandera de Ambrosius, sitiaron a Vortigern en su fortaleza en Caer-Guorthigirn (Little Doward, Herefordshire) y la incendiaron con toda su guarnición.
No es segura la exactitud del relato. Historia Britonum sitúa la "batalla de Guoloph" en el 439, unos cuarenta o cincuenta años antes de las batallas que, según Gildas, fueron comandadas por Ambrosio Aureliano, lo que hace suponer a algunos que o el primer relato es inexacto o que se refieren a diferentes personas.
Otros identifican a Ambrosius con la legendaria figura del Rey Arturo.